# Baljevac na Ibru
Baljevac na Ibru (v srbské cyrilici Баљевац на Ибру) je město v Srbsku, administrativně spadající pod opštinu Raška. V roce 2011 zde žilo 1482 obyvatel. Obec se nachází v hlubokém údolí řeky Ibar (kterou nese rovněž i ve svém názvu), na hlavním silničním tahu z centrálního Srbska do Kosova. Prochází tudy železniční trať Kraljevo – Kosovo Polje.
Místní pravoslavný kostel je zasvěcen sv. Mikuláši (srbsky Sveti Nikola) a je památkově chráněný.